# 实验室

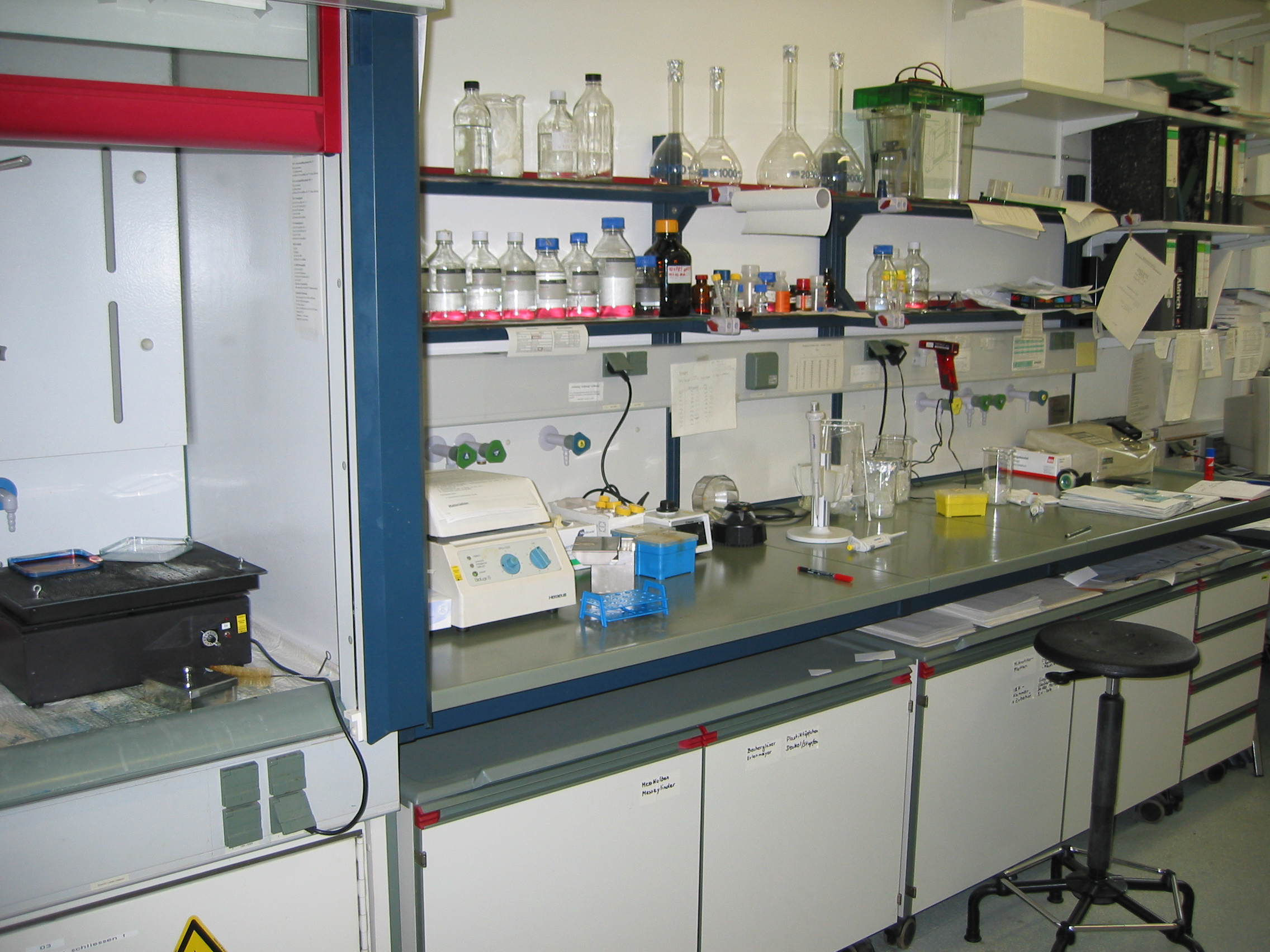
科隆大学生物化学实验室

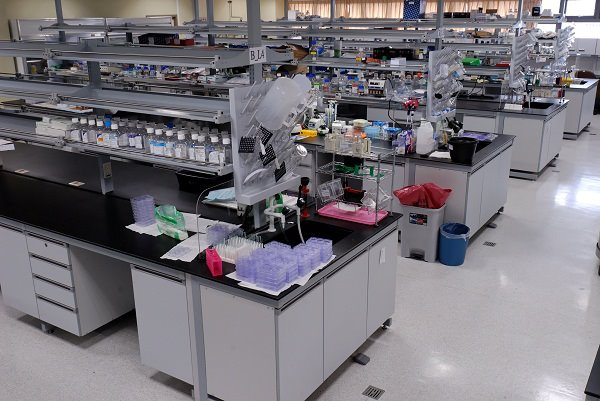
中國醫藥大學實驗室

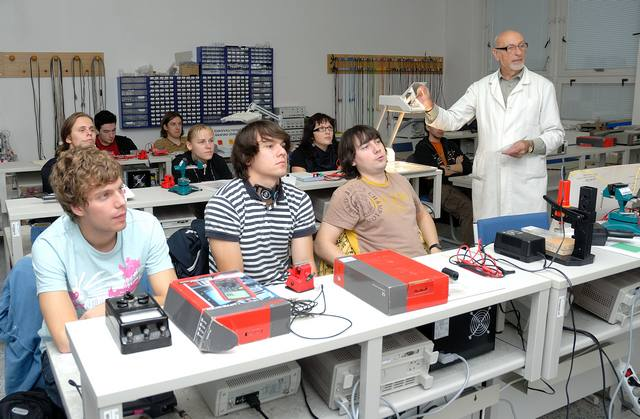
教學用電子學實驗室

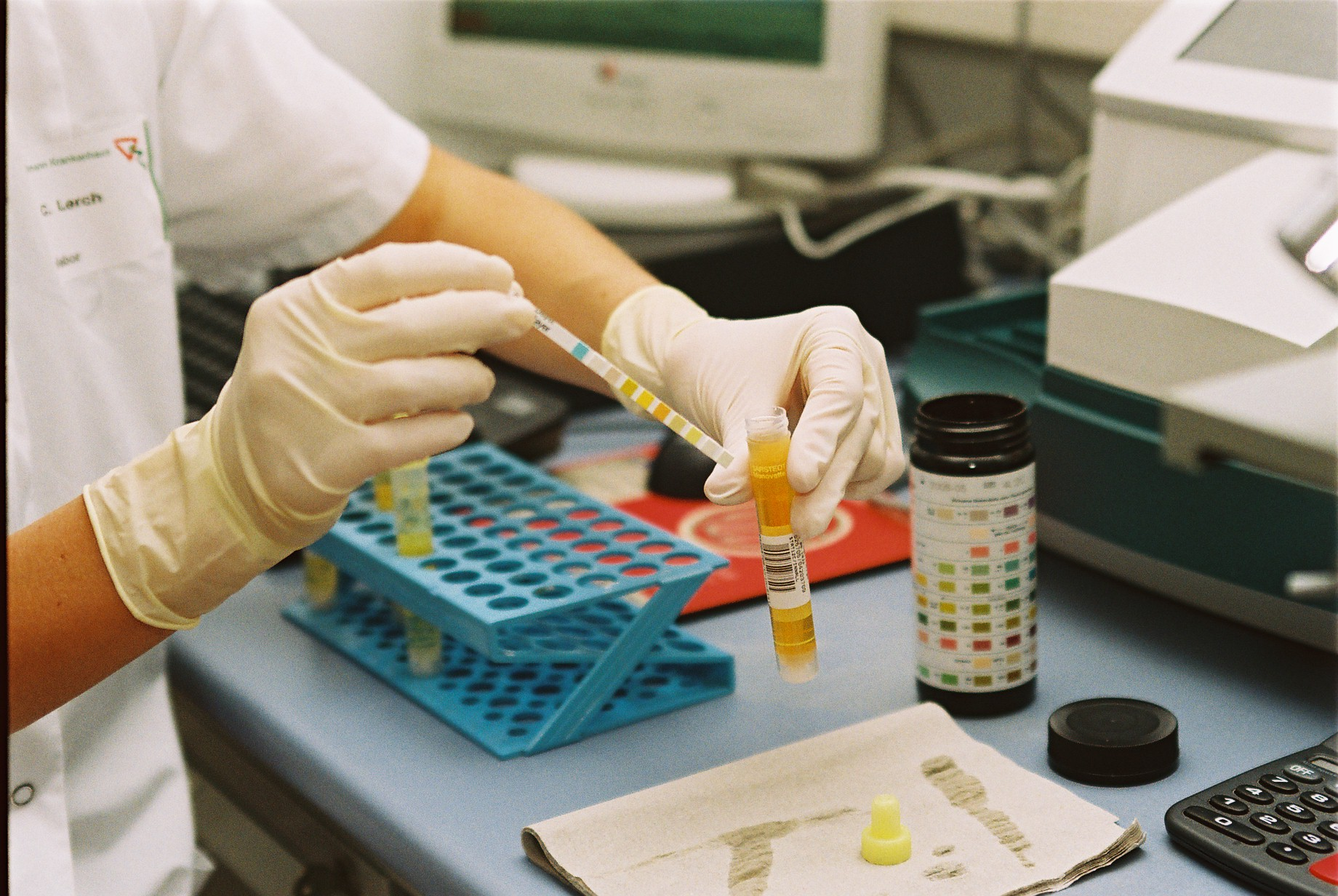
醫學實驗室

实验室是进行科学研究与实验的场所。一般有控制实验条件的实验设备等。由于研究对象不同，实验室的设备和布置等也会有很大的不同。有些學術機構或研究單位也會冠以「實驗室」之名，例如美國能源部所轄的國家實驗室。

## 外部連結
- 校園實驗室環保安全衛生網（页面存档备份，存于）
- 職業衛生實驗室認證規範（页面存档备份，存于）